# Selenops petrunkevitchi
Espèce
Selenops petrunkevitchi est une espèce d'araignées aranéomorphes de la famille des Selenopidae.

## Distribution
Cette espèce est endémique de Jamaïque.

## Description
La femelle décrite par Crews en 2011 mesure 11,35 mm.
Le mâle décrit par Crews en 2018 mesure 6,53 mm

## Étymologie
Cette espèce est nommée en l'honneur d'Alexander Ivanovitch Petrunkevitch.

## Publication originale
- Alayón, 2003 : La familia Selenopidae (Arachnida: Araneae) en Jamaica. Revista Ibérica de Aracnología, vol. 8, p. 117-122.